# Eikenlichtmot
De eikenlichtmot (Phycita roborella) (synoniem P. spissicella) is een nachtvlinder uit de familie Pyralidae, de snuitmotten. De spanwijdte van de vlinder bedraagt tussen de 24 en 29 millimeter.

## Waardplanten
De eikenlichtmot heeft als waardplanten vooral eik, maar ook wel peer en appel.

## Voorkomen in Nederland en België
De eikenlichtmot is in Nederland en België een algemene soort. De soort kent één generatie die vliegt van eind juni tot in september.